# エンメバラゲシ
エンメバラゲシ（Enmebaragesi、在位:紀元前28世紀頃?）は、古代メソポタミア、シュメール初期王朝時代のキシュ第1王朝の伝説的な王である。シュメール王名表に記載されている王の中で考古学的に実在が確認されている最古の王でもある。実際の彼の在位は紀元前2800年頃であったと推定されている。
名前についてはエン・メン・バラゲ・シ（En Men Barage Si）、メ・バラゲシ（Me Baragesi）とも表記され、カファジャで発見された彼の碑文にはキシュ王メ・バラ・シ（Me Bara Si）とある。名前の構成要素であるエン（En）は称号の一つと考えられ、紀元前32世紀には存在が確認されている古い称号である。
シュメール王名表によれば彼は900年間在位し、エラムを征服したとされている。ウル第三王朝第二王シュルギの讃歌のひとつではウルク王ギルガメシュがエンメバラゲシの頭を踏みつけた、と言う説話があり、これを元にウルクにキシュが征服されたという説も存在する。
エンメバラゲシが実在したことから、叙事詩の中で彼と一緒に登場する息子のアッガ王やウルク王ギルガメシュも実在した可能性があると考えられている。